# Lucas Barrios
Lucas Ramón Barrios Cáceres, född 13 november 1984 i San Fernando nära Buenos Aires, är en argentinsk-paraguayansk fotbollsspelare som spelar för Huracán.

## Karriär
I juli 2015 värvades Barrios av Palmeiras, där han skrev på ett treårskontrakt.